# Harold Perrineau

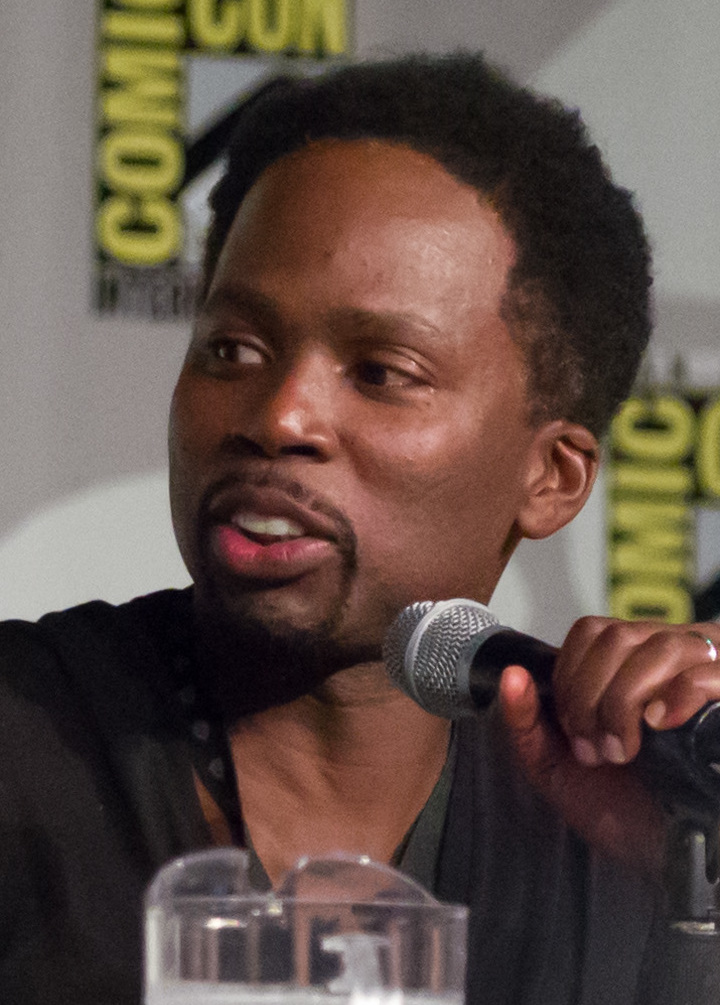
Harold Perrineau (2014)

Harold Perrineau, Jr. (* 7. August 1963 in Brooklyn, New York City als Harold Williams) ist ein US-amerikanischer Schauspieler.

## Leben
Perrineau studierte Musik und Theater am Shenandoah Conservatory. Bekannt wurde er durch seine Auftritte in den Filmen der Matrix-Reihe und auch an der Seite von Leonardo DiCaprio in William Shakespeares Romeo + Julia (1996) als Mercutio.
Seine Karriere im Filmgeschäft begann er mit einer Rolle in den Fernsehserie Fame – Der Weg zum Ruhm in den Jahren 1986/1987.
Von 2004 bis 2006 verkörperte Perrineau in der US-amerikanischen Fernsehserie Lost die Rolle des Michael Dawson. Gemeinsam mit dem Ensemblecast dieser Dramaserie gewann er bei den Screen Actors Guild Awards 2006. Anfang 2008 kehrte er wieder zu Lost zurück. 2012 stand er neben Nicolas Cage im Thriller Pakt der Rache vor der Kamera. Ebenfalls in diesem Jahr hat Perrineau in der fünften Staffel von Sons of Anarchy mitgespielt, in der er die Rolle des Bandenbosses Damon Pope verkörperte. Von 2012 bis 2013 spielte er eine der Hauptrollen in der Fernsehserie Wedding Band.
Seit 2002 ist Perrineau mit der Schauspielerin Brittany Perrineau verheiratet, mit der er drei Töchter hat. Die älteste, Aurora Perrineau, arbeitet als Model und Schauspielerin.

## Filmografie (Auswahl)
- 1986–1987: Fame – Der Weg zum Ruhm (Fame, Fernsehserie, 18 Episoden)
- 1989: Die Bill Cosby Show (Bill Cosby Show, Fernsehserie, Episode 5x17)
- 1990: King of New York – König zwischen Tag und Nacht
- 1995: Smoke
- 1996: Blood and Wine
- 1996: William Shakespeares Romeo + Julia (William Shakespeare’s Romeo + Juliet)
- 1997: Auf Messers Schneide – Rivalen am Abgrund (The Edge)
- 1997–2003: Oz – Hölle hinter Gittern (Oz, Fernsehserie, 55 Episoden)
- 1998: Lulu on the Bridge
- 1999: The Best Man – Hochzeit mit Hindernissen (The Best Man)
- 2000: Woman on Top
- 2001: Prison Song
- 2002: On Line
- 2003: Matrix Reloaded
- 2003: Dead Like Me – So gut wie tot (Dead Like Me, Fernsehserie, Episode 1x14)
- 2003: Matrix Revolutions
- 2004–2010: Lost (Fernsehserie, 46 Episoden)
- 2007: CSI: Vegas (CSI: Crime Scene Investigation, Fernsehserie, Episode 8x03)
- 2007: 28 Weeks Later
- 2008: Felon
- 2009: The Unusuals (Fernsehserie, 10 Episoden)
- 2010: CSI: NY (Fernsehserie, Episode 6x19)
- 2010: 30 Days of Night: Dark Days
- 2011: Pakt der Rache (Seeking Justice)
- 2012: Sons of Anarchy (Fernsehserie, 8 Episoden)
- 2012: Zero Dark Thirty
- 2012: Georgia (Fernsehserie, 3 Episoden)
- 2012–2013: Wedding Band (Fernsehserie, 10 Episoden)
- 2013: Snitch – Ein riskanter Deal (Snitch)
- 2013: Law & Order: Special Victims Unit (Fernsehserie, Episode 14x14)
- 2013: Urlaub mit Hindernissen – The Best Man Holiday (The Best Man Holiday)
- 2014: Sabotage
- 2014: Z Nation (Fernsehserie, Episode 1x01)
- 2014–2015: Constantine (Fernsehserie, 9 Episoden)
- 2016: Goliath (Fernsehserie, 6 Episoden)
- 2017: Criminal Minds (Fernsehserie, 5 Episoden)
- 2017: Stephanie – Das Böse in ihr (Stephanie)
- 2017–2022: Claws (Fernsehserie, 40 Episoden)
- 2018: Dumplin’
- 2018–2019: Star (Fernsehserie)
- 2019–2021: The Rookie (Fernsehserie, 10 Episoden)
- 2020: The Good Doctor (Fernsehserie, 1 Episode)
- seit 2022: From (Fernsehserie)

## Musikkarriere
- 2007: Stay Strong